# Hypselobarbus mussullah
Hypselobarbus mussullah är en fiskart som först beskrevs av Sykes, 1839.  Hypselobarbus mussullah ingår i släktet Hypselobarbus och familjen karpfiskar. IUCN kategoriserar arten globalt som starkt hotad. Inga underarter finns listade i Catalogue of Life.